# マーク・キャリアー (セイフティ)
マーク・キャリアー（1968年4月28日- ）はルイジアナ州レイクチャールズ出身のアメリカンフットボール選手、指導者。現役時代のポジションはディフェンシブバック。

## 経歴

### プロ入りまで
カリフォルニア州ロングビーチの高校時代、彼はUSAトゥデイからオールアメリカンに選出された。
その後、USCに進学し、3年次の1989年、7インターセプト、107タックル、3ファンブルリカバー、10パスブロックの成績をあげて、USCの選手としては初のジム・ソープ賞（カレッジフットボールで最も優れたディフェンスバックに贈られる賞）を受賞した。3シーズンで彼は13インターセプトを記録した。2006年、USCの殿堂入りを果たしている。

### NFL選手
1990年のNFLドラフト1巡全体6位でシカゴ・ベアーズに指名されて入団した。12月9日のワシントン・レッドスキンズ戦では3インターセプトをあげたがチームは9-10で敗れた。彼は1979年に入団したダン・ハンプトン以来となる全16試合に先発出場し、NFLトップの10インターセプトをあげて、最優秀新人守備選手に選ばれた。この年及び1991年、1993年にはプロボウルにも選ばれた。
ベアーズでは1996年までプレーした。彼が作ったシーズン10インターセプトはベアーズ記録でもある。
1997年から1999年までデトロイト・ライオンズでプレーした。1998年にタンパベイ・バッカニアーズとのマンデーナイトフットボールで相手WRのブライス・ハンターにヘルメットからタックルしたプレーにより1試合出場停止となった。
フリーエージェントとなった彼は、2000年2月、ワシントン・レッドスキンズと5年契約を結んだが、2001年にマーティ・ショッテンハイマーがレッドスキンズのヘッドコーチに就任するとトレ・ジョンソン、キース・シムズ、デイナ・スタブルフィールドとともにサラリーキャップを空けるために解雇された。
現役生活を終えた後、ラジオやテレビでの解説者となった。

### コーチ
2004年から2年間、アリゾナ州立大学のコーナーバックコーチを務めた後、2006年、ボルチモア・レイブンズのディフェンスバックコーチに就任し4年間（その内3年間はレックス・ライアンの下）務めた。この間エド・リードらを指導し、2006年から2008年までの3シーズンでレイブンズがあげた71インターセプトはNFLトップであった。2009年にもレイブンズはNFLで2番目に少ない27タッチダウン（ランで8回、パスで17回）しか相手に許さなかった。
2010年にニューヨーク・ジェッツのディフェンスラインコーチに就任し、2011年まで務めた。
2012年からはシンシナティ・ベンガルズのディフェンシブバックコーチに就任し、2015年まで務めた。

## その他
彼の前にベアーズの先発セイフティだった、デイブ・デュアソンが脳震盪に悩まされ自殺したことを聞いた彼は「晩年の彼が問題を抱えていることは知っていた。笑顔を絶やさない選手であった。」と語った。